# Kiwa Lwowitsch Maidanik
Kiwa Lwowitsch Maidanik (russisch Кива Львович Майданик, auch Majdanik transkribiert; * 13. Januar 1929 in Moskau; † 24. Dezember 2006 ebenda) war ein sowjetischer Historiker und Politologe mit dem Arbeitsschwerpunkt Lateinamerikanistik.
Er arbeitete am Institut für Weltwirtschaft und internationale Beziehungen an der Russischen Akademie der Wissenschaften. 
Maidanik veröffentlichte mehrere Monographien und zahlreiche Zeitschriftenartikel zu den politischen Entwicklungen in Lateinamerika.

## Schriften (Auswahl)
- Испанский пролетариат в национально-революционной войне 1936–1937 гг. М.: Издательство Академии Наук СССР, 1960.
- Эрнесто Че Гевара: его жизни, его Америка. М.: Ad Marginem, 2004. ISBN 5-93321-081-1